# CN電視塔
43°38′33″N 79°23′14″W / 43.6426°N 79.3871°W

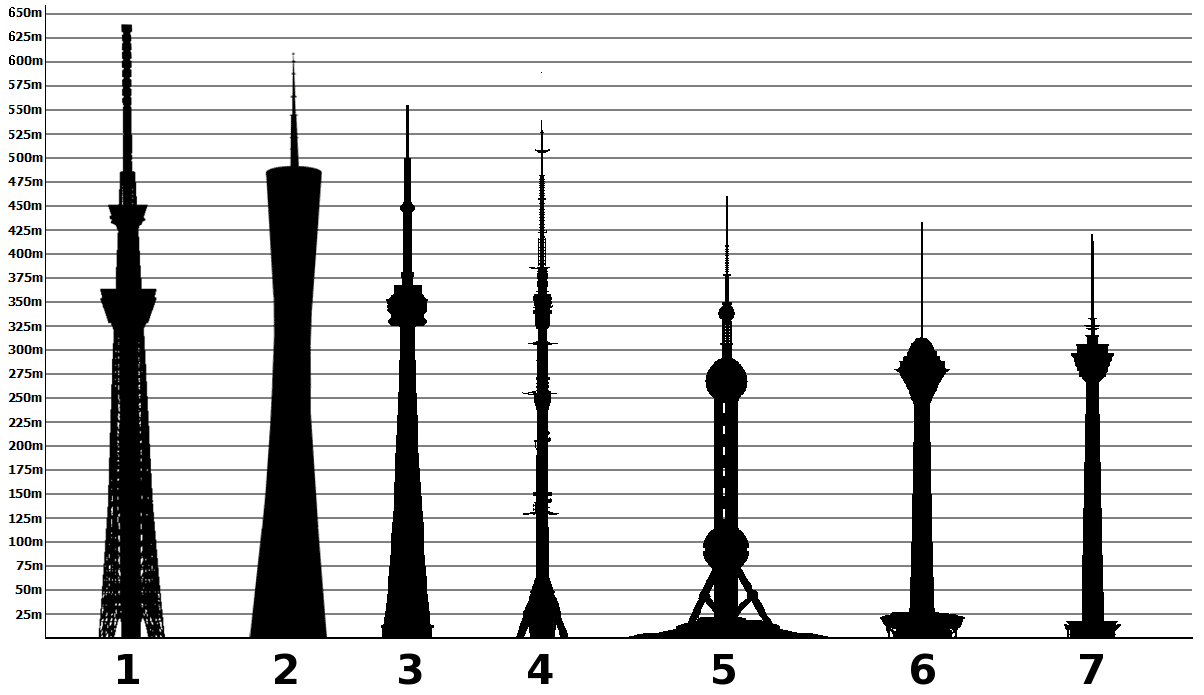
世界塔式建築高度排名（支柱式鐵塔除外）
1. 東京晴空塔
2. 廣州塔
3. CN電視塔
4. 奧斯坦金諾電視塔
5. 上海廣播電視塔
6. 默德塔（Borj-e-Milad）
7. 吉隆坡塔

CN電視塔（英語：CN Tower；又譯加拿大國家電視塔、西恩塔、CN塔）是一座位於加拿大安大略省多倫多的電波塔。英文原名裡的最初是首字母縮寫，現在則是的縮寫，但兩個名稱皆不常使用。塔高553.33米，现为世界上第五高的自立式建築物。該塔被認為是多倫多的地標，每年吸引超過200萬人次參觀。自從在1976年落成後，該塔一直被健力士世界紀錄大全紀錄為最高的建築物，直至被哈利法塔超越為止。但從專業角度看，加拿大國家電視塔並不是一個建築物，而是一个非建筑结构物。
加拿大國家電視塔由加拿大國家鐵路公司於1976年建造，目的是顯示加拿大的工業實力。最初只是被設計為傳送廣播電視信號的天線，305米高度處有用於傳送預告信號的微波接收器。而廣播天線位於塔的最頂端。電視塔内建有高447米的金屬階梯，有1,776級，是世界上最高的金屬階梯。這些階梯用於緊急用途。
1995年，加拿大國家電視塔被美國土木工程協會（American Society of Civil Engineers）收入現代世界七大奇蹟。同時是世界高塔聯盟（World Federation of Great Towers）的成員之一。第二年，健力士世界紀錄將加拿大國家電視塔的分類更改為“世界最高的建築”和“世界最高的自立建築”。2007年9月12日，哈利法塔以553.4米的高度超越加拿大國家電視塔成為世界最高的自立建築；2010年6月，整體高度達到600米的广州塔竣工，取代加拿大國家電視塔成為世界第一高塔，後由東京晴空塔取代，而CN塔排至第三。

## 興建歷史
CN電視塔的最初概念是在1968年構思的，當時加拿大國家鐵路想建立一個大型的電視廣播通信塔服務於多倫多地區，並展示加拿大工業的實力。這些計劃在接下來的幾年中繼續發展，最終該項目於1972年正式生效。電視塔本來是地鐵中心的一部分，隨著多倫多在1960年代末和1970年代初迅速發展，市中心建造了多座摩天大樓，摩天大樓反射特性反而降低了廣播信號的品質，使得城市必須要全新，至少300公尺 (980 ft) 高的通信塔。
電視塔的最初計劃設想了由三個獨立的圓柱形「柱子」所構成的三腳架，這些柱子通過結構橋連接在不同的高度，隨著設計工作的繼續轉而演變成當前的設計，並在電視塔上採用連續的六邊形核心，三個支撐基座在主平面下方融入六邊形，在地面形成一個大的Y形結構。

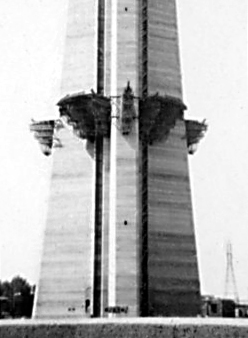
1974年8月 塔轴建设
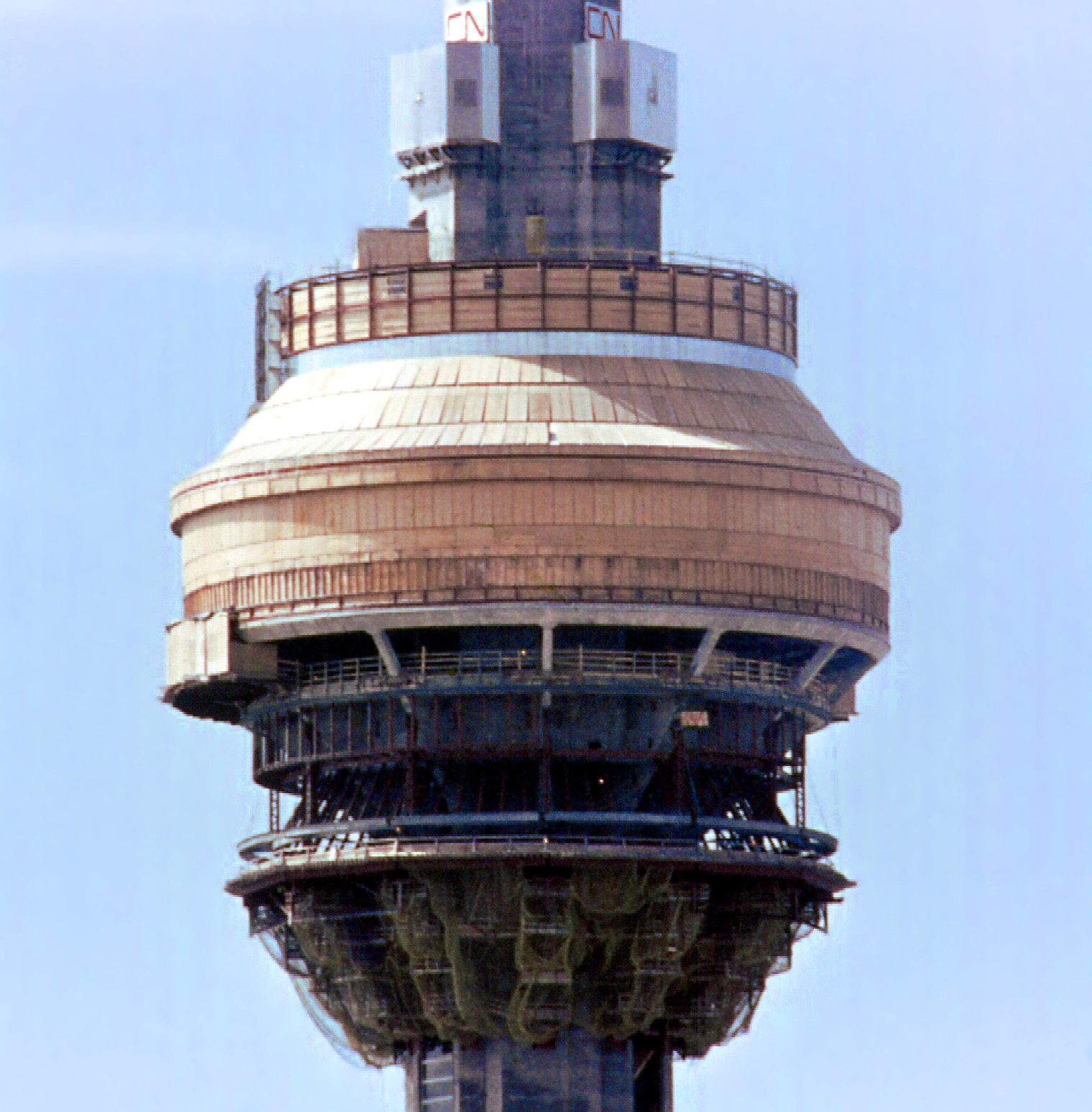
1975年4月 塔顶施工
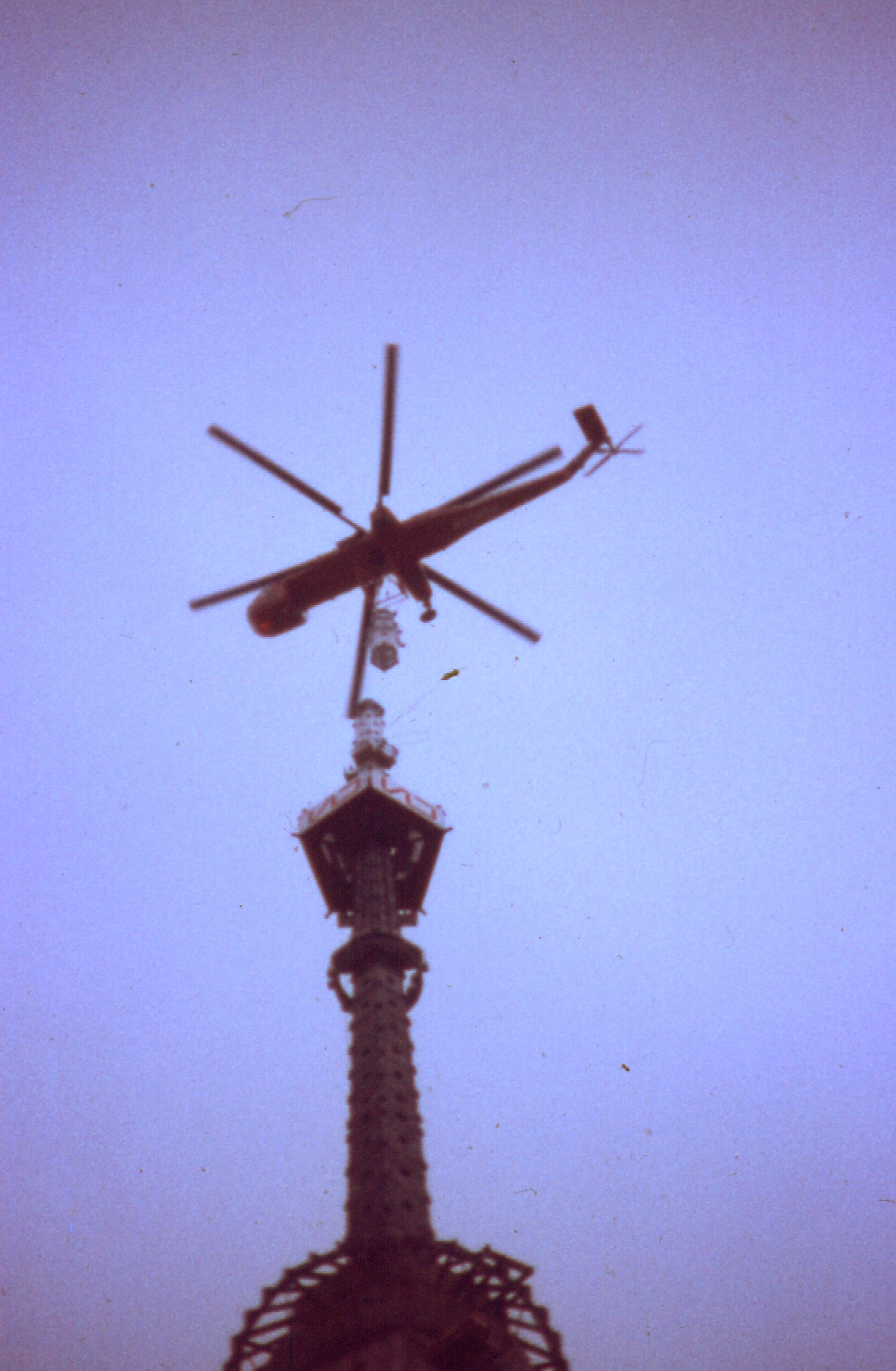
1975年4月 天线安装
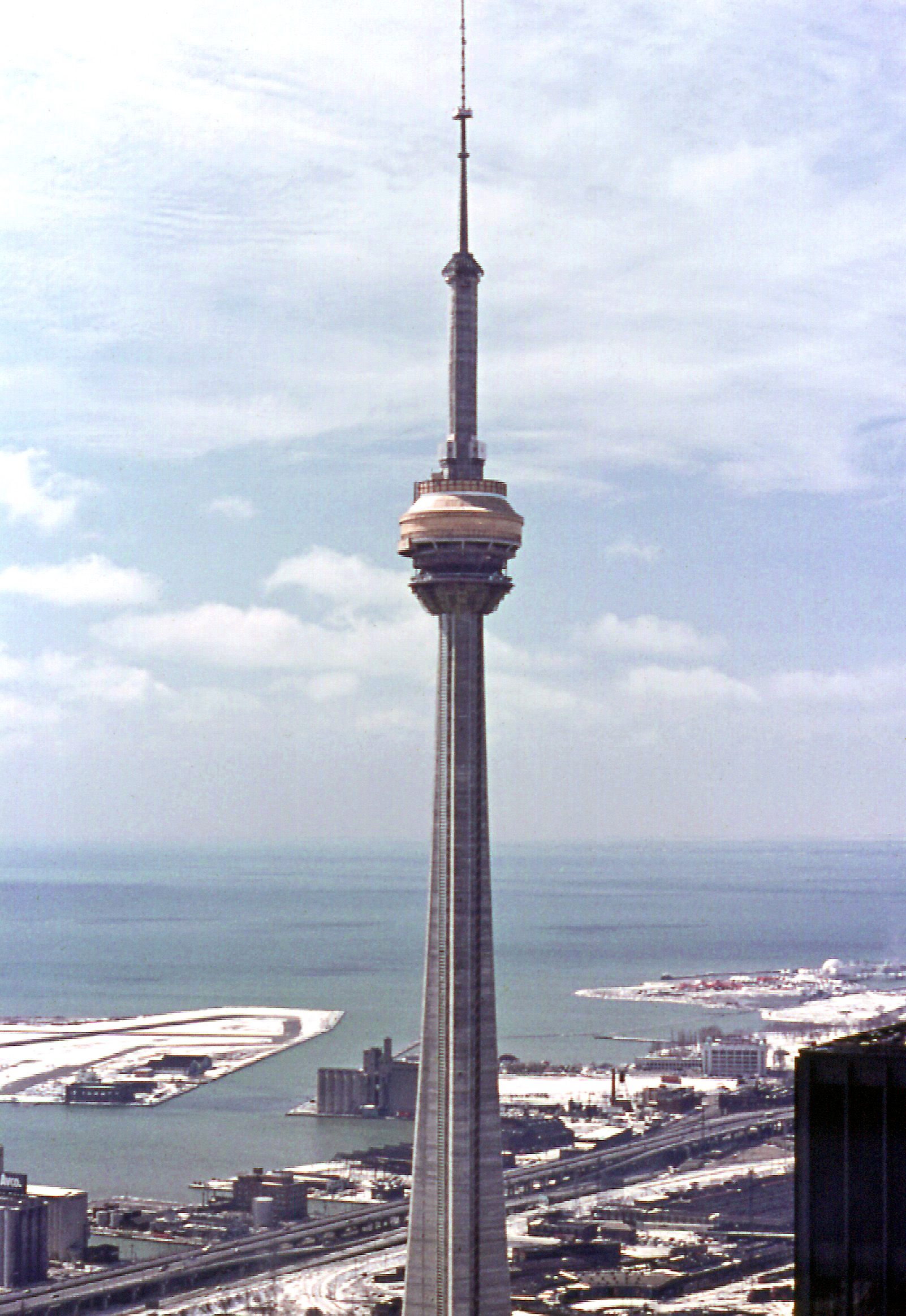
1975年12月 装饰

## 結構
加拿大CN電視塔由幾個子結構組成。塔的主要部分由一個空心混凝土六角柱構成，其中該結構包含樓梯間以及電力和管道連接。塔樓的六部電梯則設置在六邊形形狀（每個角度兩個電梯）所形成的三個倒角中。三個電梯井都都襯有玻璃，因此當玻璃窗電梯穿過塔樓時，遊客可以看到城市的景色。樓梯間最初設計在其中一個結構，但被最後被第五和第六電梯取代，並將樓梯間移到了塔的中央空心處。
電視塔主要混凝土結構的頂部是102公尺高的金屬廣播天線，能夠使用傳輸電視和無線電信號
。而底下的設施共有三個遊客區：玻璃地板和室外、室內觀景台，均位於海拔 342公尺。主甲板層共有七層，其中一些樓層對公眾開放。Horizons咖啡廳和瞭望台位於346公尺處。360度旋轉餐廳則位於351公尺處。當塔首次開放時，曾設有一個名為Sparkles的迪斯科舞廳，當時被譽為世界上最高的迪斯科舞池。SkyPod曾經是世界上最高的公共觀景台，直到2008年被上海環球金融中心超越。
主結構的金屬樓梯共有1,776層，它是地球上最高的金屬樓梯。這些樓梯僅供緊急或是慈善登高賽活動使用，並不向公眾開放，平均人員需要大約30分鐘才能到達。

## 圖片集

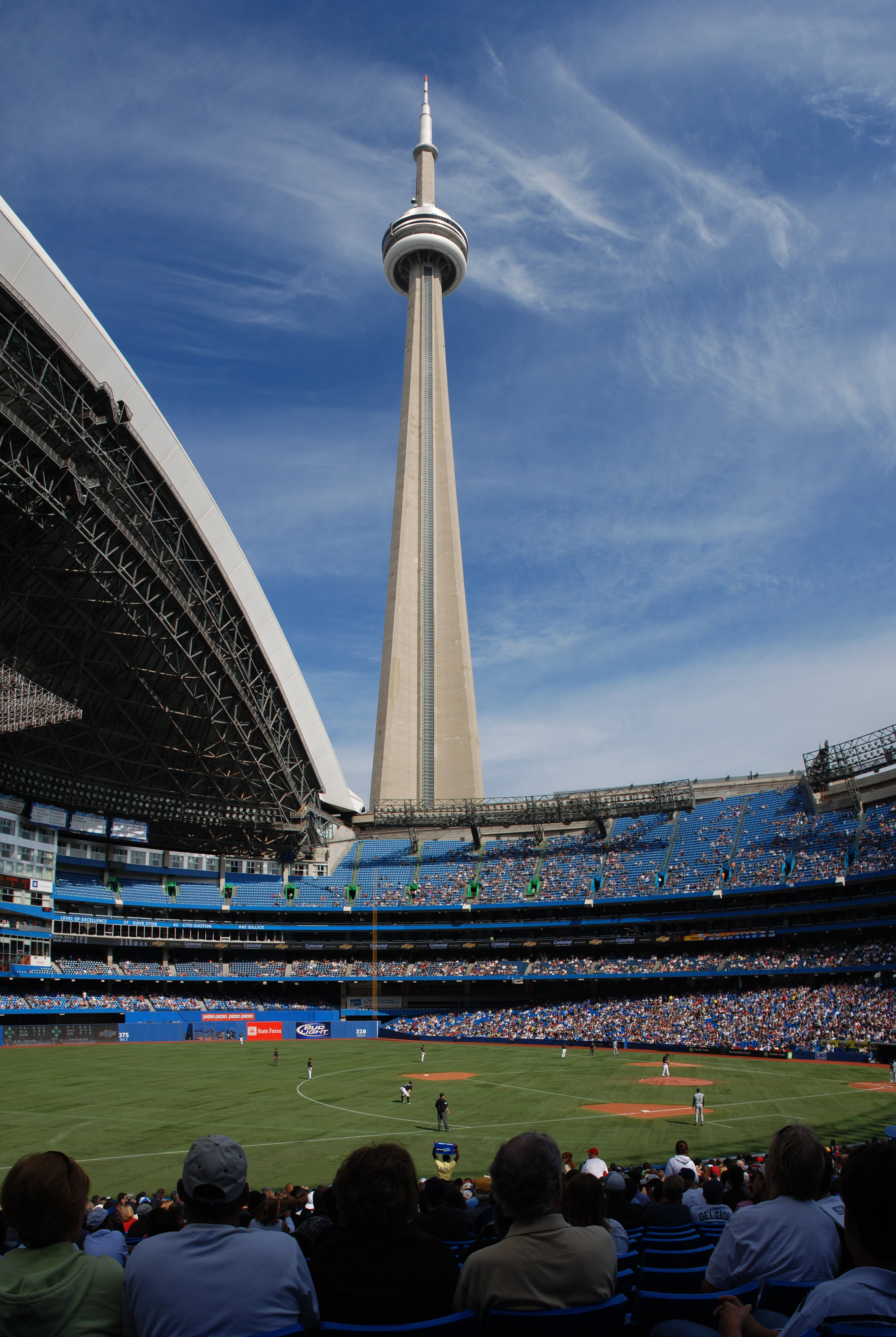
仰望加拿大国家电视塔
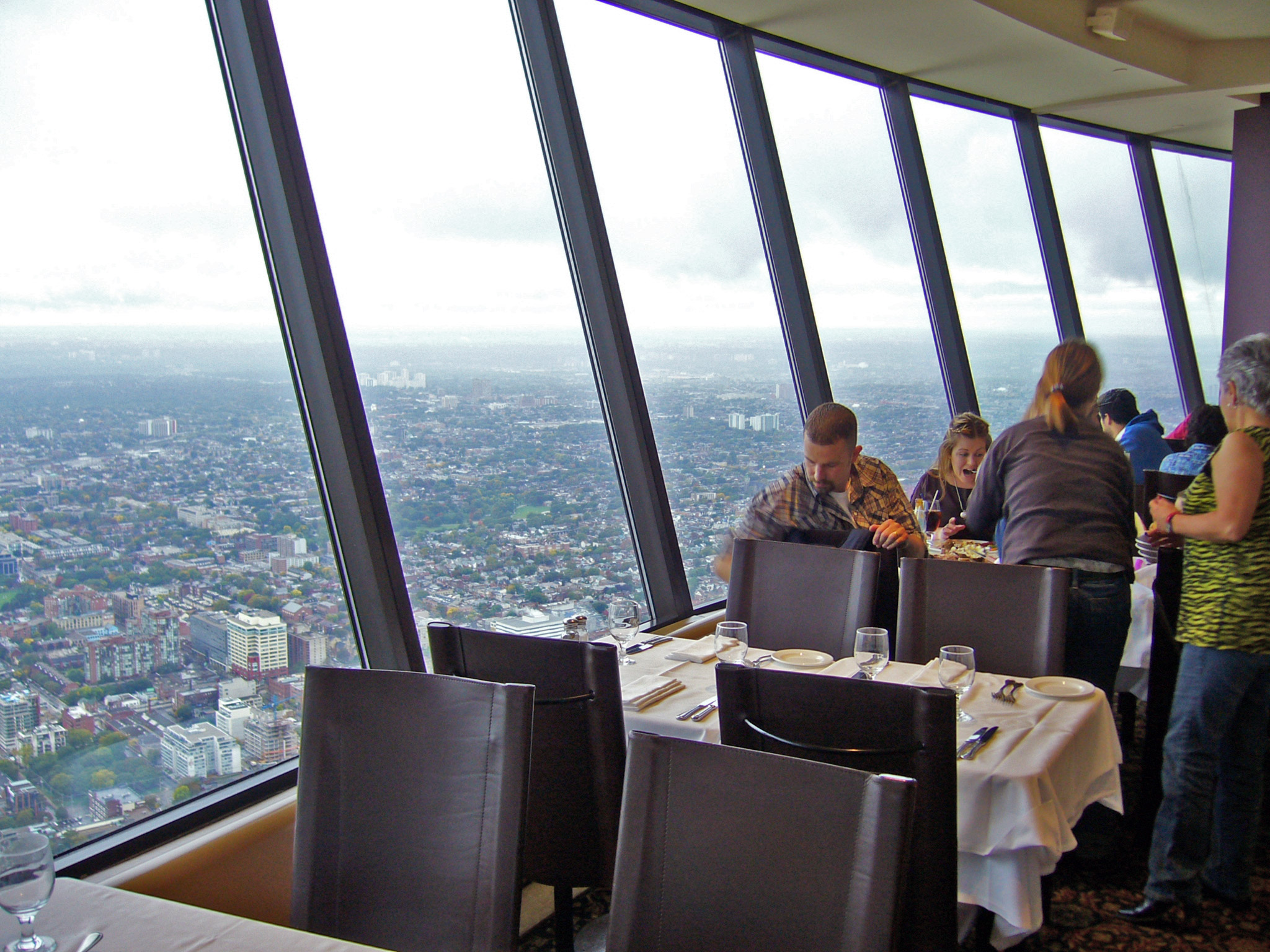
塔內餐廳
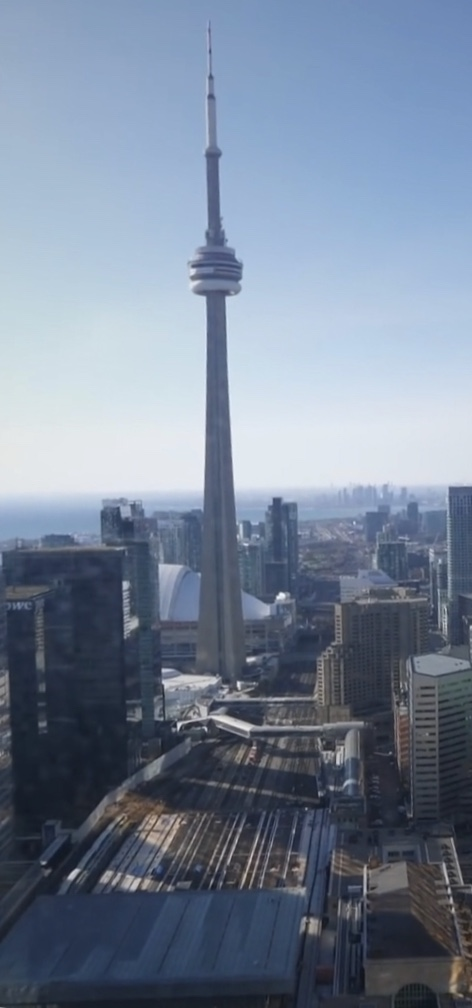
Taken from up above Union Station

## 外部連結
- CBC Archives – CN Tower opens to the public. (Multimedia) （页面存档备份，存于）
- Official CN Tower Website （页面存档备份，存于）
- Edgewalk （页面存档备份，存于）
- The Design, Engineering and Construction of the CN Tower – 1972 through to 1976 （页面存档备份，存于）
- A visual construction history of the CN Tower – at 40th year anniversaries （页面存档备份，存于）
- How the CN Tower was Built （页面存档备份，存于） - Art Of Engineering (YouTube documentary)

| 前任： 奧斯坦金諾電視塔 | 世界最高自立建築 553公尺 (1815英尺) 1976年-2007年 | 繼任： 哈利法塔 |